# 콘월주

콘월의 주기(州旗)

콘월의 주 문장(州 紋章)

콘월주의 위치

콘월주(영어: Cornwall, 콘월어: Kernow)는 영국 잉글랜드 서남부의 콘월반도에 있는 주로 주도는 트루로이며 면적은 3,563 km2, 인구는 536,000명(2014년 기준), 인구 밀도는 150명/km2이다.
콘월반도 서쪽의 타마강 서쪽에 위치한다. 북쪽과 서쪽으로는 켈트해, 남쪽으로는 영국 해협, 동쪽으로는 데번주와 접한다. 역사적으로 콘월주는 콘월인들이 거주했던 곳이었다.

## 같이 보기
- 콘월주 관련 문서 색인
- 콘월 자치 운동